# Washington Wizards
De Washington Wizards is een professioneel basketbalteam uit Washington D.C.. Ze spelen in de Southeast Division van de Eastern Conference in de NBA. Het thuishonk van de Wizards is het Capital One Arena. Het team was eerder bekend als de Chicago Packers (1961–1962), Chicago Zephyrs (1962–1963), Baltimore Bullets (1963–1973), Capital Bullets (1973–1974), en Washington Bullets (1974–1997). In 2001 werd het team versterkt met icoon Michael Jordan, die er zijn laatste twee seizoenen als professioneel basketballer speelde.

## Erelijst
Division Championships:
- 1969 Southeast Division Champions
- 1971 Southeast Division Champions
- 1972 Southeast Division Champions
- 1973 Southeast Division Champions
- 1974 Southeast Division Champions
- 1975 Southeast Division Champions
- 1979 Southeast Division Champions
- 2017 Southeast Division Champions

Conference Championships:
- 1971 Eastern Conference Champions
- 1975 Eastern Conference Champions
- 1978 Eastern Conference Champions
- 1979 Eastern Conference Champions

NBA Championships:
- 1978 NBA Champions

## Bekende ex-spelers
- Walt Bellamy (1961-1965)
- Dave Bing (1975-1977)
- Elvin Hayes (1972-1981)
- Gus Johnson (1963-1972)
- Michael Jordan (2001-2003)
- Rashard Lewis (2010-2012)
- Moses Malone (1986-1988)
- Earl Monroe (1967-1972)
- Wes Unseld (1968-1981)